# Олив, Мара Константиновна
Мара (Мария) Константиновна Олив (1870—1963) — русская меценатка.

## Семья
Родилась в 1870 году — дочь Константина Вильгельмовича Олива (1829—1885), служащего Кирсановской уездной полиции Тамбовской губернии, и Марии Ивановны Олив, урождённой Кузнецовой. Отец был владельцем имения Пески Кирсановского уезда Тамбовской губернии. Оно досталось ему от родителей: по данным на 1859 год за его матерью, урождённой Щербининой, дочерью подполковника, убитого в одном из сражений, числилось недвижимое имение — родовое (в Рязанской, Владимирской и Тамбовской губерниях) и перешедшее от мужа, бывшего Таврическим губернским предводителем дворянства (в Феодосийском и Ялтинском уездах Таврической губернии). Константин Вильгельмович Олив окончил Ришельевский лицей в Одессе и в 1854 году поступил на службу в канцелярию московского военного генерал-губернатора писцом низшего разряда; в 1857 году был произведён в коллежские секретари, а в 1858 году по прошению был уволен в отставку. Жил в своём имении. В 1880 году в Нижних Песках по его распоряжению был заложен большой парк, сохранившийся до наших дней, из хвойных деревьев — сосны, ели, кедровой сосны, лиственницы. В этом парке К. В. Олив спустя 5 лет, в октябре 1885 года, был похоронен.

## Биография

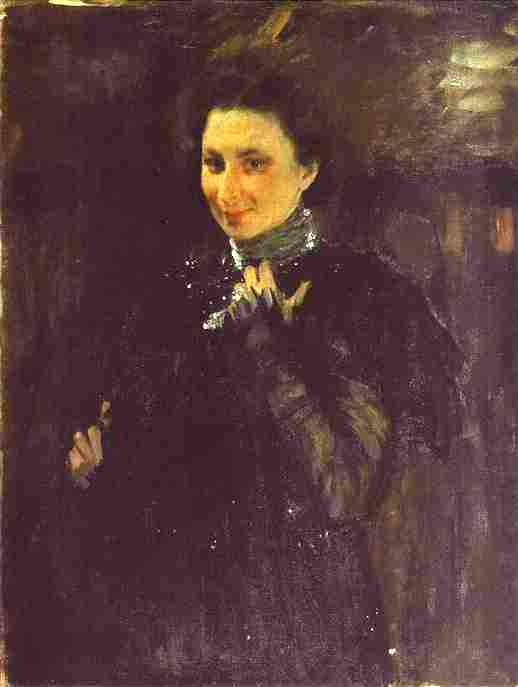
Портрет, выполненный
В. А. Серовым в 1895 году

Мара Константиновна Олив первый раз вышла замуж за племянника Саввы Мамонтова, друга В. А. Серова, с которым он путешествовал в Австрию и Италию, Юрия Анатольевича Мамонтова (1871—1907). В браке родились две дочери — Марина и Татьяна.
Мара Константиновна часто посещала Абрамцево, где работал в то время художественный кружок. Один из его членов, Михаил Врубель, писал о ней в одном из своих писем:

Она только темная шатенка с карими глазами; но и волосы, и глаза кажутся черными-черными, рядом с матово-бледным, чистым, как бы точеным лицом. Она небольшого роста… носик очень изящной работы, с горбинкой, напоминает лисичку. Все впечатление овального личика с маленьким подбородком и слегка приподнятыми внешними углами глаз напоминает тонкую загадочность не без злинки — сфинксов. Но я несколько раз видел, как эти глаза смотрели просто-просто и мягко, как у телушки.

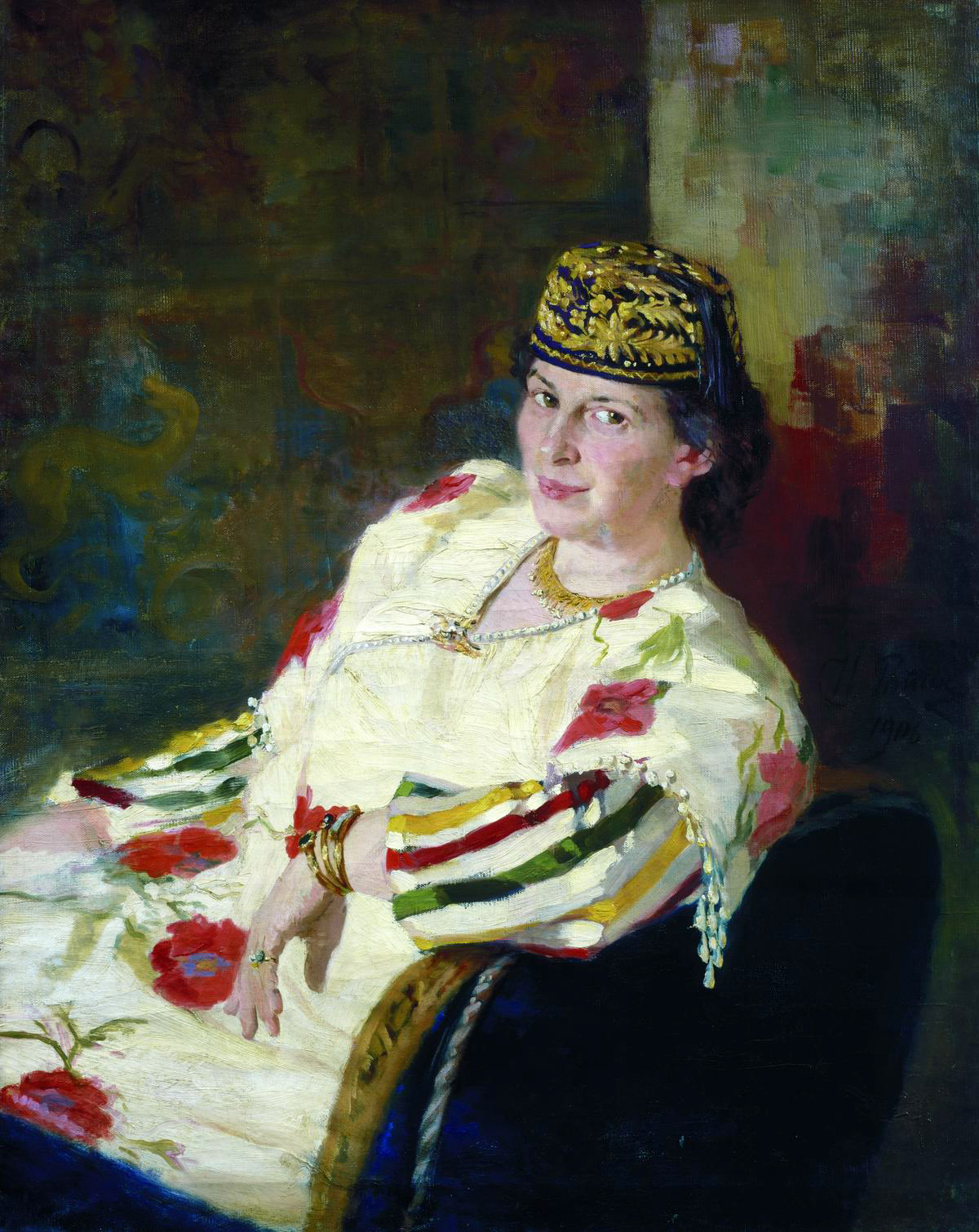
Портрет, выполненный
И. Е. Репиным в 1906 году

Второй раз она вышла замуж за морского офицера Фёдора Дмитриевича Свербеева (1876—1952). В 1905 году у них родился сын Николай, который стал врачом, участвовал в Великой Отечественной войне и погиб в Берлине в 1945 году.
В 1913 году на балу, данном московским дворянством в честь 300-летия дома Романовых, с Марой Константиновной познакомился генерал И. Г. Эрдели, который влюбился в неё. В течение почти шести лет Эрдели практически ежедневно делал записи в дневник, который предназначался Маре Константиновне для чтения и пересылался ей с оказией.
Надежда Васильевна Вечная, в доме которой в Екатеринодаре больше года жила Мара Константиновна, писала:

Одевалась она шикарно, с огромным вкусом, была в высшей степени аккуратна и чистоплотна. Много внимания уделяла уходу за собой. Несмотря на такую внешность, Мария Константиновна как-то чарующе действовала на человека, с которым она говорила. Она умела говорить с плотником так, что он её понимал, интересовался говорить с нею, центр внимания занимала она и в беседах в высшем обществе. На вечеринках, когда собирались знакомые и друзья — внимание всех было сосредоточено на Марии Константиновне. Она очень образована, развита всесторонне, объездила всю Европу, много путешествовала, в совершенстве владеет французским, немецким и английским языками…
В марте 1920 года она эмигрировала во Францию вместе с семьёй своей сестры Веры Константиновны Андреевской — её муж, Владимир Михайлович Андреевский был членом Государственного совета от земства Тамбовской губернии. С ними уехали и родственники зятя А. А. Стаховича. Первоначально они поселились у ещё одной сестры Олив: Сони Константиновны Стефанской, в местечке Боурдонне.
Умерла в 1963 году.